# Korpilahti
Korpilahti (Korpilax en suédois) est une ancienne municipalité du centre-sud de la Finlande, dans la région de Finlande-Centrale.
Depuis le 1er janvier 2009, c'est un quartier de Jyväskylä.

## Description
Korpilahti était une commune emblématique de la région des lacs, au paysage accidenté et préservé.
Les forêts ne laissant que peu de place aux champs cultivés, et les lacs sont omniprésents, près de 200 ainsi qu'une part significative du grand Päijänne (la commune s'étendait sur ses deux rives).
En contrepartie, la population était faible, l'industrie inexistante et la commune dépendait encore largement de l'exploitation de la forêt.
Bénéficiant de son cadre privilégié, elle doublait sa population en été grâce à ses 2 000 maisons de vacances.
L'agglomération de Jyväskylä et ses industries étaient quand même suffisamment proches (29 km de centre à centre) pour permettre à certains habitants d'y travailler et de maintenir le taux de chômage en dessous de 15 %.
La fusion avec Jyväskylä est restée de nombreuses années à l'étude avant d'être finalement entérinée le 17 novembre 2006 par les deux conseils municipaux.
Korpilahti est également connu pour être un des deux seuls points de traversée du lac Päijanne, grâce au pont de Kärkistensalmi.
On trouve à côté du mont Oravivuori un des repères de l'Arc géodésique de Struve, classé au patrimoine mondial de l'UNESCO.

## Galerie

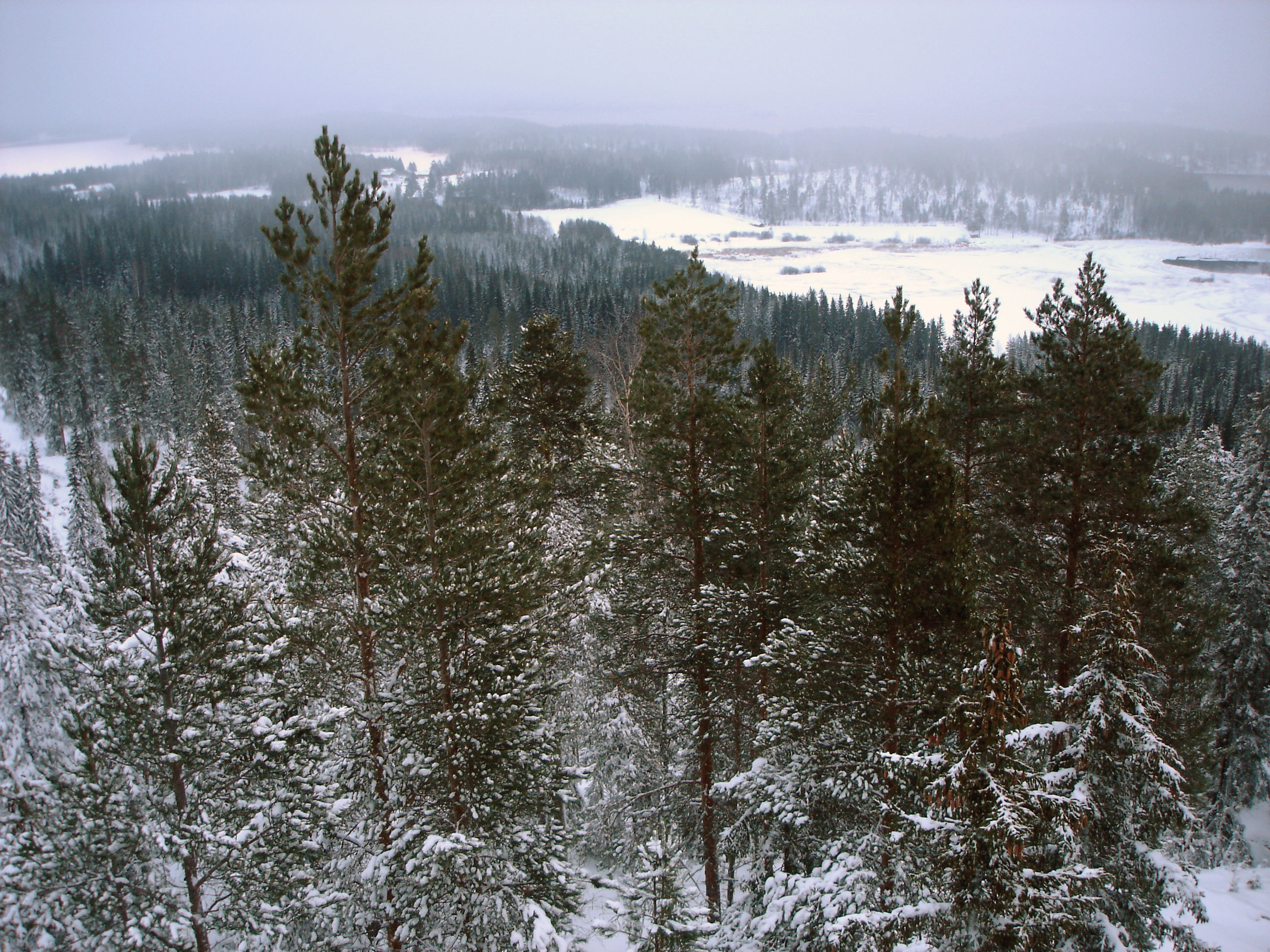
Vue depuis le mont Oravivuori.
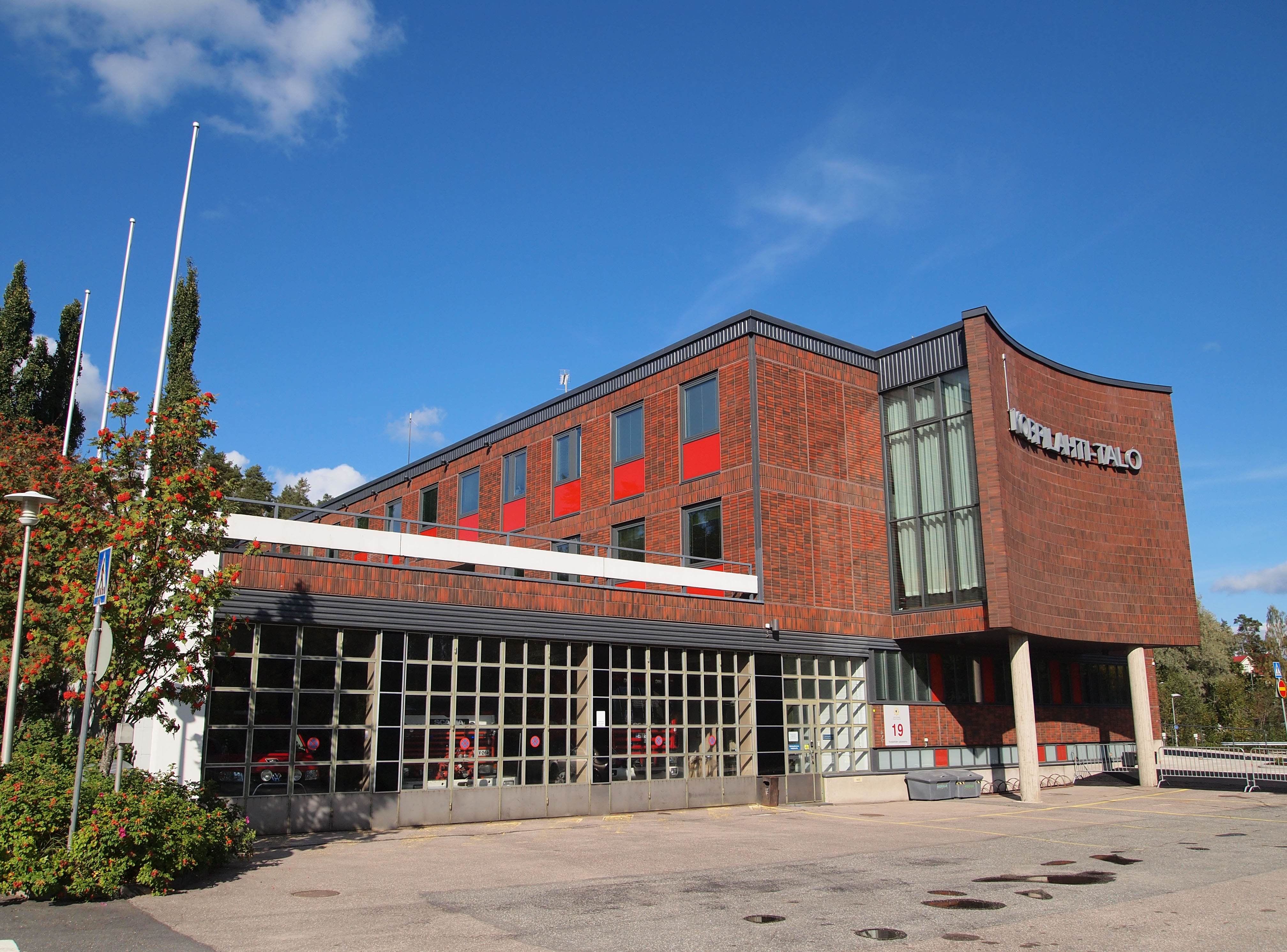
Korpilahti-talo.
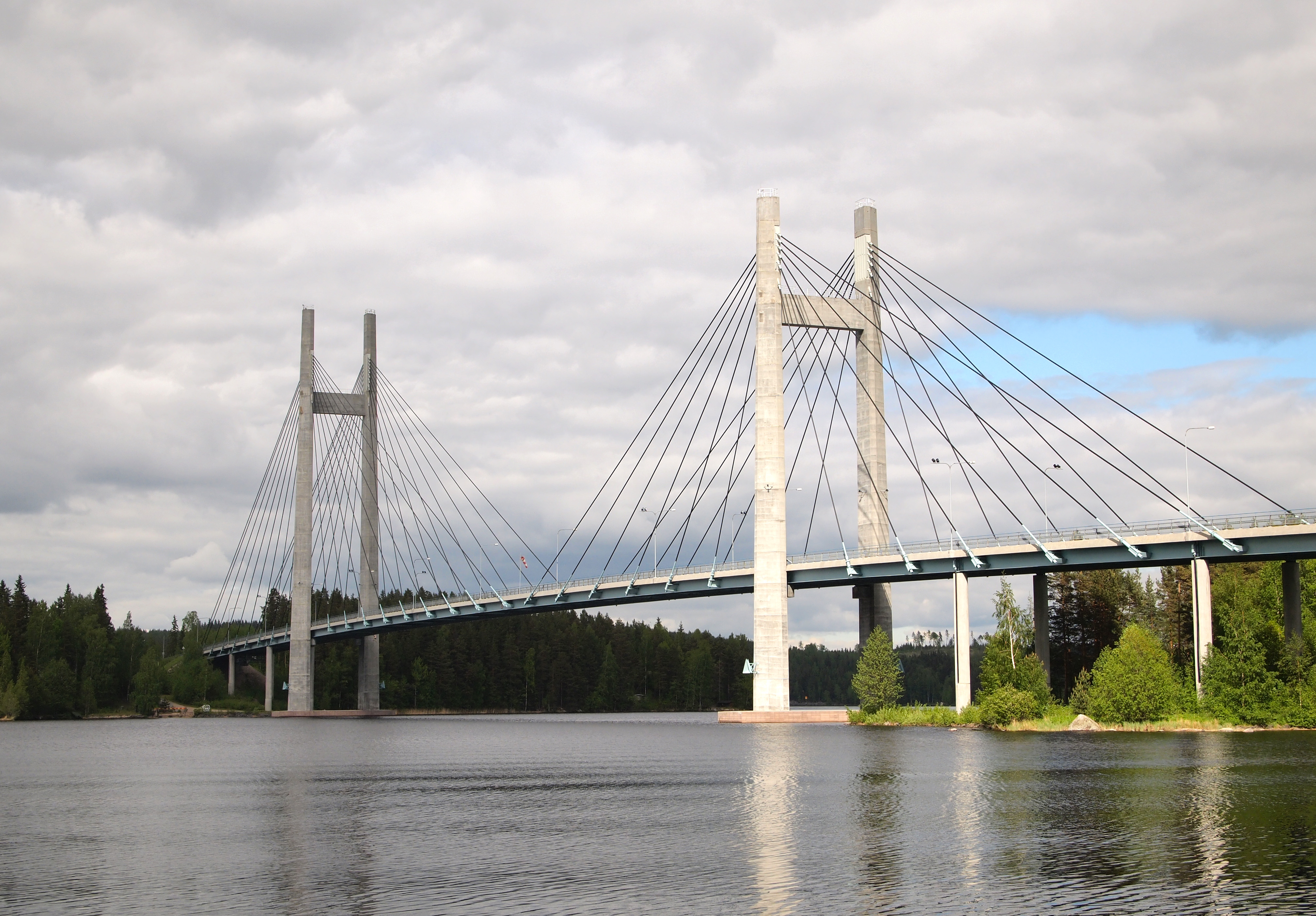
Pont de Kärkinen.
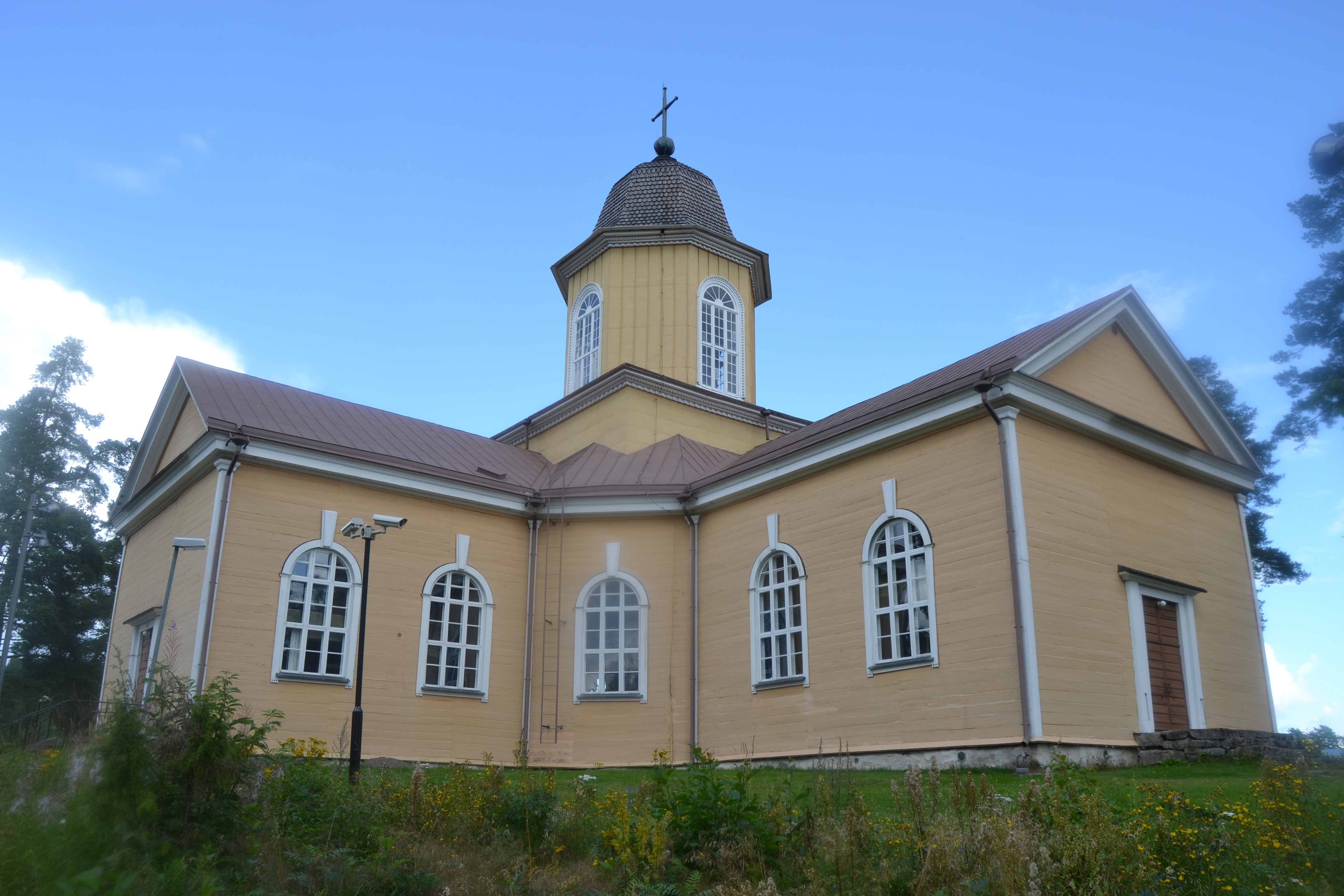
Église de Korpilahti